# Roman Miedwiedź

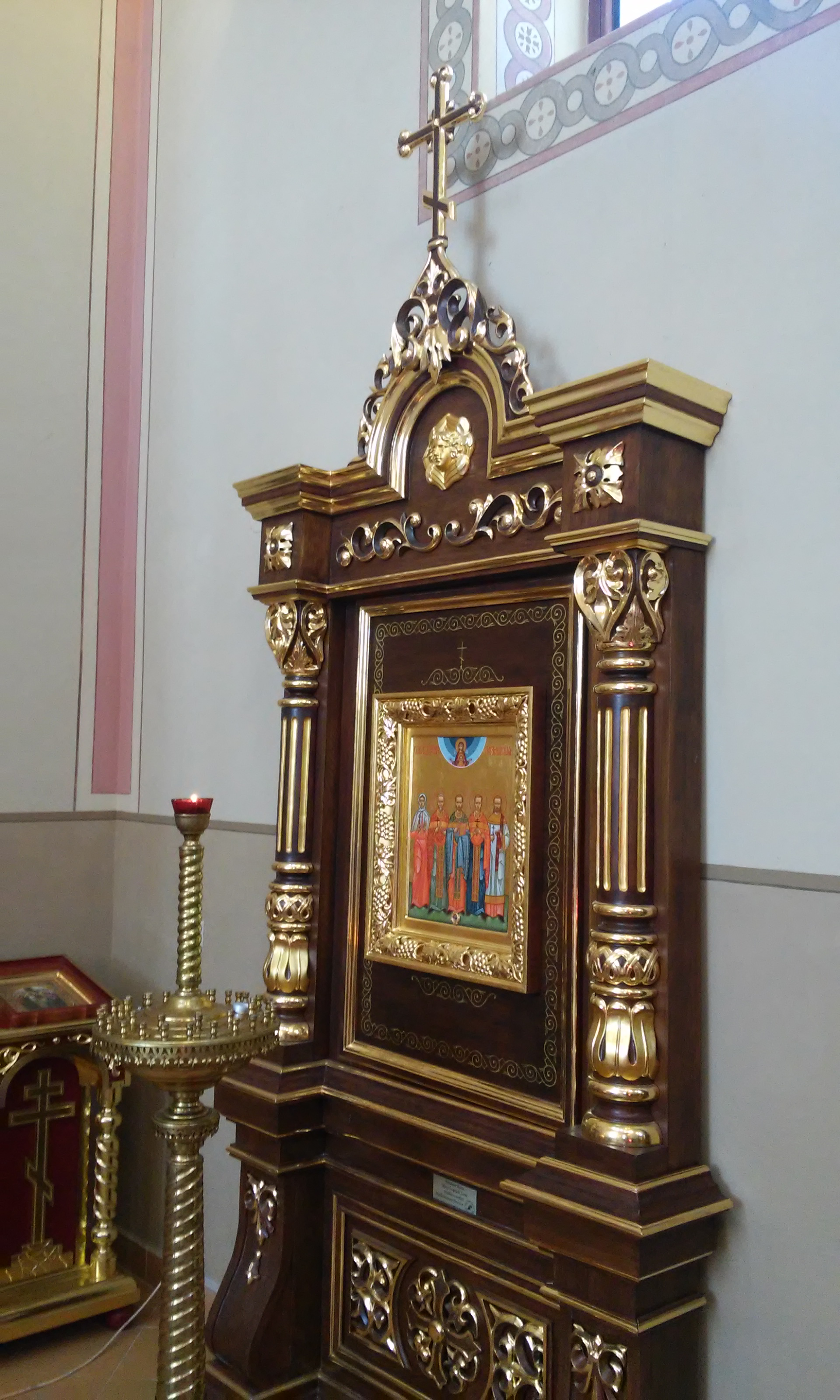
Ikona męczenników i wyznawców związanych z ziemią hrubieszowską w cerkwi w Dołhobyczowie. Postać św. Romana w centrum wizerunku; w ikonie znajduje się cząsteczka jego relikwii

Roman Jarosław Miedwiedź (ur. 1 marca 1874 w Zamościu, zm. 6 września 1937 w Małojarosławcu) – kapłan prawosławny, kanonizowany z tytułem świętego wyznawcy.

## Życiorys

### Edukacja
Urodził się w rodzinie nauczyciela i akuszerki jako jedno z siedmiorga dzieci. W wieku 12 lat stracił ojca. W 1892 ukończył z wyróżniającym wynikiem prawosławne seminarium duchowne w Chełmie, po czym uczył się w Petersburskiej Akademii Duchownej. W czasie tych studiów poznał przyszłego świętego Jana z Kronsztadu, który do końca swojego życia miał na niego duży wpływ duchowy. W 1897 uzyskał tytuł kandydata teologii i podjął pracę w seminarium duchownym w Wilnie. W 1901 ożenił się z Anną Niewzorową, studentką kursów medycznych.

### Praca duszpasterska
W tym samym roku otrzymał święcenia kapłańskie, zaś w roku następnym został skierowany do pracy duszpasterskiej w cerkwi św. Marii Magdaleny w Petersburgu, przy szkole dla felczerek i pielęgniarek. W 1907, ze względu na słabe zdrowie oraz zatarg z Rasputinem został przeniesiony ze stolicy Rosji do cerkwi garnizonowej w Tomaszowie Mazowieckim, gdzie pełnił obowiązki kapelana wojskowego. Następnie awansował na stanowisko dziekana wojsk nadmorskich Floty Czarnomorskiej, zostając równocześnie proboszczem w soborze św. Włodzimierza w Sewastopolu. W czasie pracy duszpasterskiej w tym mieście, zainspirowany wydarzeniami buntu na statku Święty Jan Złotousty w 1912 napisał na zamówienie wyższych oficerów floty książkę adresowaną do marynarzy Dyscyplina i koleżeństwo.
W czasie rewolucji październikowej został uznany za wroga socjalizmu i miał zostać aresztowany. Został jednak uprzedzony przez jednego z marynarzy i zdołał wyjechać do Moskwy, pozostawiając na miejscu żonę z półroczną córką Ireną. We wrześniu 1918 został mianowany proboszczem cerkwi Wasyla Błogosławionego, a po zamknięciu tej cerkwi w lutym 1919 – cerkwi św. Aleksego. Był kilkakrotnie zatrzymywany za głoszenie kazań nieprzychylnych bolszewikom. W czasie jednego z przesłuchań miał rozmawiać z samym Feliksem Dzierżyńskim i odrzucić jego propozycję wyjazdu poza stolicę. Ostatecznie został jednak zwolniony.
Przy parafii zorganizował Bractwo Gorliwych Szermierzy Prawosławia im. św. metropolity Aleksego, które prowadziło działalność katechizacyjną i organizowało spotkania modlitewne. W 1927 poparł deklarację metropolity Sergiusza, w której ten zobowiązywał Rosyjski Kościół Prawosławny do zachowania lojalności wobec władz. Miedwiedź napisał list pasterski, w którym krytykował postawę tej części hierarchii, jaka wystąpiła w tym momencie z Cerkwi, uznając takie postępowanie za niepotrzebne dzielenie prawosławnych.

### Represje
16 lutego 1931 Roman Miedwiedź został aresztowany i uwięziony na Butyrkach mimo fatalnego stanu zdrowia. W kwietniu 1931 razem z grupą parafian został oskarżony o działalność kontrrewolucyjną i skazany na 10 lat łagru. 9 czerwca tego samego roku znalazł się w obozie w Kiemie, jednak uzyskał zmianę kary na zesłanie administracyjne w Wołokołamsku, a następnie w Walentinowce z powodu ciężkiej choroby. Mieszkał następnie w Czerkasach i Małojarosławsku, gdzie wrócił do pracy duszpasterskiej w cerkwi Kazańskiej Ikony Matki Bożej.
W maju 1937 złamał nogę, ponownie zachorował na zapalenie płuc i musiał odtąd przebywać pod stałą opieką córki. W lipcu miał ponownie zostać aresztowany, jednak funkcjonariusze NKWD odstąpili od tego zamiaru widząc jego fatalną kondycję. 18 sierpnia 1937 złożył śluby zakonne i przyjął imię Józef. W kilka tygodni później zmarł i został pochowany na miejscowym cmentarzu.
W 2000 został kanonizowany przez Święty Sobór Biskupów Rosyjskiego Kościoła Prawosławnego z tytułem świętego wyznawcy oraz uznany za nowomęczennika. Jego relikwie zostały przeniesione do cerkwi Opieki Matki Bożej na Łyszczikowej Górze w Moskwie.